# Premier Basketball League 2009
La stagione PBL 2009 fu la seconda della Premier Basketball League. Parteciparono 13 squadre divise in tre gironi. Rispetto alla stagione precedente si aggiunsero i Buffalo Stampede, gli Halifax Rainmen, i Manchester Millrats, i Mid-Michigan Destroyers, i Montreal Sasquatch e i Quebec Kebs. Gli Augusta Groove si trasferirono dalla CBA, dove erano noti nel 2007-08 come Atlanta Krunk. I Detroit Panthers e i Vermont Frost Heaves si trasferirono dalla ABA 2000 e i Battle Creek Knights dalla IBL. Gli Arkansas Impact, i Dallas Defenders, i Jacksonville SLAM, i Quad City Riverhawks, i Reading Railers e i Rockford Fury scomparvero. I Maryland Nighthawks non parteciparono al campionato ufficiale, diventando un travel team.

## Squadre partecipanti
- Augusta Groove
- Battle Creek Knights
- Buffalo Stampede
- Chicago Throwb.
- Detroit Panthers
- Halifax Rainmen
- Manchester Millrats
- M.M. Destroyers
- Montreal Sasquatch
- Quebec Kebs
- Rochester Razor.
- Vermont F. Heaves
- Wilm. Sea Dawgs

## Classifiche

### Atlantic Division
| Squadra              | V  | P  | PCT  | GB   |
| -------------------- | -- | -- | ---- | ---- |
| Manchester Millrats  | 16 | 4  | 80,0 | -    |
| Vermont Frost Heaves | 14 | 7  | 66,7 | 2,5  |
| Halifax Rainmen      | 12 | 8  | 60,0 | 4,0  |
| Quebec Kebs          | 4  | 14 | 22,2 | 11,0 |
| Montreal Sasquatch   | 3  | 13 | 18,8 | 11,0 |

### Central Division
| Squadra                 | V  | P  | PCT  | GB   |
| ----------------------- | -- | -- | ---- | ---- |
| Battle Creek Knights    | 18 | 2  | 90,0 | -    |
| Detroit Panthers        | 6  | 14 | 30,0 | 12,0 |
| Chicago Throwbacks      | 6  | 14 | 30,0 | 12,0 |
| Mid-Michigan Destroyers | 2  | 11 | 15,4 | 13,5 |

### Eastern Division
| Squadra               | V  | P  | PCT  | GB   |
| --------------------- | -- | -- | ---- | ---- |
| Rochester Razorsharks | 16 | 3  | 84,2 | -    |
| Wilmington Sea Dawgs  | 16 | 5  | 71,4 | 1,0  |
| Augusta Groove        | 10 | 10 | 50,0 | 6,5  |
| Buffalo Stampede      | 1  | 19 | 5,0  | 15,5 |

## Play-off

### Play-in
| Wilmington 1º aprile 2009                                     | Wilmington Sea Dawgs | 96 – 90              | Vermont Frost Heaves | Schwartz Center |
| \| \| \| \| \| Leggett 21 \| Punti \| 14 Callier, Williams \| |                      |                      |                      |                 |
|                                                               |                      |                      |                      |                 |
| Leggett 21                                                    | Punti                | 14 Callier, Williams |                      |                 |

### Semifinali
| Wilmington 3 aprile 2009                                       | Wilmington Sea Dawgs | 112 – 108            | Battle Creek Knights | Schwartz Center |
| \| \| \| \| \| McGinnis 35 \| Punti \| 22 Johnson, Phillips \| |                      |                      |                      |                 |
|                                                                |                      |                      |                      |                 |
| McGinnis 35                                                    | Punti                | 22 Johnson, Phillips |                      |                 |

| Battle Creek 5 aprile 2009                             | Battle Creek Knights | 111 – 90    | Wilmington Sea Dawgs | Kellogg Arena |
| \| \| \| \| \| Langhorne 20 \| Punti \| 16 McGinnis \| |                      |             |                      |               |
|                                                        |                      |             |                      |               |
| Langhorne 20                                           | Punti                | 16 McGinnis |                      |               |

| Battle Creek 6 aprile 2009                         | Battle Creek Knights | 119 – 112 | Wilmington Sea Dawgs | Kellogg Arena |
| \| \| \| \| \| Johnson 24 \| Punti \| 23 Harper \| |                      |           |                      |               |
|                                                    |                      |           |                      |               |
| Johnson 24                                         | Punti                | 23 Harper |                      |               |

| Manchester 2 aprile 2009                            | Manchester Millrats | 110 – 125 | Rochester Razorsharks | Southern New Hampshire Fieldhouse |
| \| \| \| \| \| Mitchell 31 \| Punti \| 26 Monroe \| |                     |           |                       |                                   |
|                                                     |                     |           |                       |                                   |
| Mitchell 31                                         | Punti               | 26 Monroe |                       |                                   |

| Rochester 5 aprile 2009                            | Rochester Razorsharks | 110 – 116   | Manchester Millrats | Blue Cross Arena |
| \| \| \| \| \| Friel 27 \| Punti \| 21 Ferguson \| |                       |             |                     |                  |
|                                                    |                       |             |                     |                  |
| Friel 27                                           | Punti                 | 21 Ferguson |                     |                  |

| Rochester 11 aprile 2009                           | Rochester Razorsharks | 110 – 103 (34-21, 32-29, 21-29, 23-24) | Manchester Millrats | Blue Cross Arena (5.621 spett.) |
| \| \| \| \| \| Friel 35 \| Punti \| 29 Ferguson \| |                       |                                        |                     |                                 |
|                                                    |                       |                                        |                     |                                 |
| Friel 35                                           | Punti                 | 29 Ferguson                            |                     |                                 |

### Finale PBL
| Rochester 19 aprile 2009, ore 19:05            | Rochester Razorsharks | 152 – 115 (35-26, 41-33, 37-17, 39-39) | Battle Creek Knights | Blue Cross Arena |
| \| \| \| \| \| Friel 28 \| Punti \| 24 Buie \| |                       |                                        |                      |                  |
|                                                |                       |                                        |                      |                  |
| Friel 28                                       | Punti                 | 24 Buie                                |                      |                  |

### Tabellone
|  | Play-in | Play-in    | Play-in    |           |              | Semifinali   | Semifinali   | Semifinali |  |  | Finale PBL | Finale PBL | Finale PBL |  |
|  |         |            |            |           |              |              |              |            |  |  |            |            |            |  |
|  |         |            |            |           |              | 1            | Battle Creek | 2          |  |  |            |            |            |  |
|  |         |            |            |           |              | 1            | Battle Creek | 2          |  |  |            |            |            |  |
|  |         |            | 4          | Wimington | 1            |              |              |            |  |  |            |            |            |  |
|  | 5       | Vermont    | 4          | Wimington | 1            | 0            |              |            |  |  |            |            |            |  |
|  | 5       | Vermont    |            |           |              |              |              |            |  |  |            |            |            |  |
|  | 4       | Wilmington | 1          |           |              |              |              |            |  |  |            |            |            |  |
|  | 4       | Wilmington | 1          |           | Battle Creek | Battle Creek | 0            |            |  |  |            |            |            |  |
|  |         |            |            |           |              |              |              |            |  |  |            |            |            |  |
|  |         |            | Rochester  | Rochester | 1            |              |              |            |  |  |            |            |            |  |
|  |         |            |            | Rochester | 1            |              |              |            |  |  |            |            |            |  |
|  |         |            |            |           |              |              |              |            |  |  |            |            |            |  |
|  |         |            |            |           |              |              |              |            |  |  |            |            |            |  |
|  |         | 3          | Manchester | 1         |              |              |              |            |  |  |            |            |            |  |
|  |         |            |            | 1         |              |              |              |            |  |  |            |            |            |  |
|  |         |            | 2          | Rochester | 2            |              |              |            |  |  |            |            |            |  |

## Vincitore
| Campione PBL 2009                 |
| --------------------------------- |
| Rochester Razorsharks (2º titolo) |

## Statistiche
| Categoria             | Giocatore         | Squadra               | Stat |
| --------------------- | ----------------- | --------------------- | ---- |
| Punti per gara        | A.J. Millien      | Halifax Rainmen       | 24,7 |
| Rimbalzi per gara     | Tyrone Rayson     | Buffalo Stampede      | 10,1 |
| Assist per gara       | Rashi Johnson     | Battle Creek Knights  | 7,0  |
| Palle rubate per gara | Tony Bennett      | Halifax Rainmen       | 3,1  |
| Stoppate per gara     | Jonas Pierre      | Quebec Kebs           | 3,0  |
| FG%                   | Marlin Johnson    | Rochester Razorsharks | 70,4 |
| FT%                   | Jimmie Miles      | Chicago Throwbacks    | 89,7 |
| 3FG%                  | Jermaine Williams | Wilmington Sea Dawgs  | 53,1 |

## Premi PBL
- PBL Most Valuable Player: Keith Friel, Rochester Razorsharks[9]
- PBL Coach of the Year: Terry Sare, Battle Creek Knights e Rod Baker, Rochester Razorsharks[10]
- PBL Defensive Player of the Year: Jonas Pierre, Quebec Kebs e Al Stewart, Manchester Millrats[11]
- PBL Sixth Man of the Year: Alex Harper, Wilmington Sea Dawgs[12]
- PBL Newcomer of the Year: A.J. Millien, Halifax Rainmen[13]
- PBL Playoffs MVP: Keith Friel e Sammy Monroe, Rochester Razorsharks[14]
- All-PBL First Team[15]
  - Keith Friel, Rochester Razorsharks
  - Rashi Johnson, Battle Creek Knights
  - Randy Gill, Detroit Panthers
  - Cedric McGinnis, Wilmington Sea Dawgs
  - Tyrone Rayson, Buffalo Stampede
  - Jonas Pierre, Quebec Kebs
- All-PBL Second Team
  - Alex Harper, Wilmington Sea Dawgs
  - Benson Callier, Vermont Frost Heaves
  - James Reaves, Rochester Razorsharks
  - A.J. Millien, Halifax Rainmen
  - Walt Waters, Detroit Panthers
- PBL All-Defensive First Team:
  - Jonas Pierre, Quebec Kebs
  - John Bryant, Vermont Frost Heaves
  - Al Stewart, Manchester Millrats
  - Tony Bennett, Halifax Rainmen
  - Derik Hollyfield, Rochester Razorsharks
- PBL All-Playoff Team:
  - Benson Callier, Vermont Frost Heaves
  - Marlowe Currie, Manchester Millrats
  - Desmond Ferguson, Manchester Millrats
  - Keith Friel, Rochester Razorsharks
  - Rashi Johnson, Battle Creek Knights
  - Kenny Langhorne, Battle Creek Knights
  - Brian Leggett, Wilmington Sea Dawgs
  - Cedric McGinnis, Wilmington Sea Dawgs
  - Sammy Monroe, Rochester Razorsharks
  - James Reaves, Rochester Razorsharks